# Paweł Kinsuke
Paweł Kinsuke SJ (jap. パブロ金助 Paburo Kinsuke; także Paulus Xinsuki, ur. 1581 w Urada, zm. 20 czerwca 1626 w Nagasaki) − japoński brat z zakonu jezuitów, błogosławiony Kościoła katolickiego, męczennik, ofiara prześladowań antykatolickich w Japonii, zamordowany z nienawiści do wiary (łac) odium fidei.

## Życiorys
Po okresie wzmożonej działalności misyjnej Kościoła katolickiego, gdy w 1613 roku siogun Hidetada Tokugawa wydał dekret, na mocy którego zakazano praktykowania i nauki religii, a pod groźbą utraty życia wszyscy misjonarze mieli opuścić Japonię, rozpoczęły się trwające kilka dziesięcioleci krwawe prześladowania chrześcijan. Paweł Kinsuke był jedną z ofiar eskalacji prześladowań zainicjowanych przez sioguna Iemitsu Tokugawę.
Paweł Kinsuke był katechistą i towarzyszył w posłudze kapłańskiej kolejno ojcu Hieronimowi de Angelis, ojcu Piotrowi Pawłowi Navarze i ojcu Franciszkowi Pacheco z którym realizował powołanie do śmierci. 18 grudnia 1625 roku wydanego przez apostatę Franciszka Pacheco aresztowano z gospodarzem domu w którym mieszkał, sekretarzem Kasprem Sadamatsu sąsiadami i ukrywającym się z nimi Pawłem Kinsuke, a potem zamknięto w więzieniu na terenie miasta Shimabara. W niewoli uczestniczyli w utworzonej wspólnocie modlitewnej, zaś Franciszek Pacheco dzięki nadzwyczajnym uprawnieniom prowincjała zadośćuczynił jego prośbie i przyjął go do zakonu Towarzystwa Jezusowego.
17 czerwca 1626 roku grupa więzionych dołączyła w Nagasaki do innych zakonników i 20 czerwca wszystkich żywcem spalono na podmiejskim wzgórzu.
7 lipca 1867 papież Pius IX beatyfikował Alfonsa z Navarrete i 204 towarzyszy wraz z męczennikami Towarzystwa Jezusowego, zabitymi za wyznawanie wiary w krajach misyjnych, wśród których był Paweł Kinsuke. Grupa jezuitów zamordowanych tego dnia określani są jako Franciszek Pacheco i towarzysze.
Dies natalis jest dniem, kiedy w Kościele katolickim obchodzone jest wspomnienie liturgiczne błogosławionego.